# 魔橋

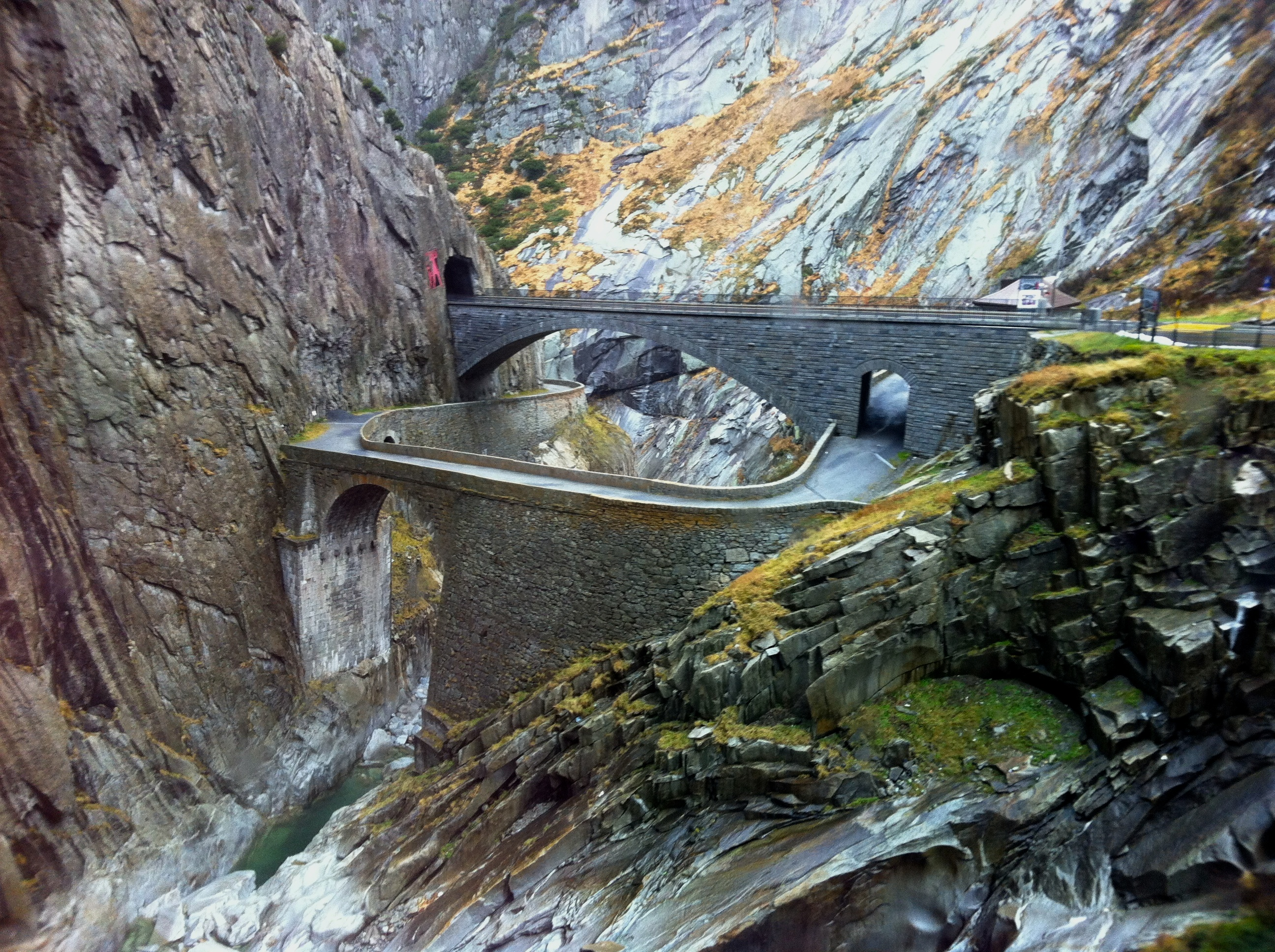
スイス・ゴッタルド峠の魔橋。

魔橋（まきょう）または悪魔の橋は、多くが悪魔によって作られたといわれる伝承をもつ、欧州に数十程度ある橋である。石積みのアーチ橋で当地に古代ローマ時代に作られたという俗話（実際は1000年代 - 1600年代に建築された）がある。

## 伝承
魔橋と呼ばれる分類に含まれる橋は多いため、それに関する伝承はアールネ・トンプソンのタイプ・インデックスにおいて特別なカテゴリを形成している（1911番）。これらの伝説には関連する伝承のカテゴリがあり、例えば悪魔を騙す（1196番）、悪魔と契約を結ぶ（756B番）、建設者に関わる伝承などがある。
ある話では、橋の建設者と悪魔はお互いに敵である。これは多くの場合、ゴッタルド峠の魔橋のように、悪魔が妨害しているかのような厳しい環境に建設され、完成させるために建設者と地域共同体の英雄的な努力が費やされた結果、その伝説的な地位がもたらされたことを反映している。
また別な話では、悪魔と契約を結ぶ老婆あるいは牧夫が出てくる。この話では、悪魔は橋を建設する代わりに、その橋を最初に渡るものの魂をもらうことになる。橋が（しばしば一晩のうちに）できあがった後に、悪魔は相手に出し抜かれて魂を手に入れ損ない、村に平和がもたらされることになっている。
魔橋と呼ばれるようになったどの橋も、建設に際して克服しなければならなかった技術的な障壁や、その美的な外観、地域にとっての経済的・戦略的な重要性などが顕著なものである。

## 一覧

### フランス
- Pont du Diable - アニアーヌ (ラングドック＝ルシヨン地域圏Gorges de l'Herault) [1]
- Pont du Diable - クルゼ・ミジェット
- Pont du Diable - Villemagne-l'Argentière (ラングドック＝ルシヨン地域圏エロー県)
- Pont du Diable - ボジェンシ
- Pont du Diable - セレ
- Pont du Diable - フォワ
- Pont du Diable - オラルグ
- Pont du Diable - カオール

### イタリア
- Ponte del Diavolo - ラツィオ州ブレーラ
- Ponte del Diavolo (公式にはヴェッキオ(Vecchio)橋という) - エミリア＝ロマーニャ州ピアチェンツァ県ボッビオ
- Ponte del Diavolo - トスカーナ州ボルゴ・ア・モッツァーノ
- Ponte del Diavolo - フリウリ＝ヴェネツィア・ジュリア州チヴィダーレ
- Ponte del Diavolo - ピエモンテ州クーネオ県ドロネロ
- Ponte del Diavolo - ピエモンテ州ランツォ・トリネーゼ
- Ponticello del Diavolo (ponticelloは小さい橋) - ヴェネト州トルチェッロ

### イギリス
- Devil's Bridge(Pontarfynach) - ケレディギオン（Ceredigion）
- Devil's Bridge - カンブリア州カークビー・ロンズデール
- Devil's Bridge - カンブリア州、Pennington Parish,Horace Farm

### その他
- Ponte do Diabo - ポルトガルヴィラ・ノーヴァ
- Puente del Diablo - スペインカタルーニャ州マルトレル[2]
- Teufelsbrücke - スイス・ゴッタルド峠[3][4]
- Tüfelsbrugg - スイスエッグ
- デャヴォルスキ・モスト（英語版）（ブルガリア語: Дяволски мост） - ブルガリア・アルディノ
- Hudičev most - スロヴェニア・ボーヒニ
- ラコツ橋（独: Rakotzbrücke） - ドイツ・クロムロー（またはクルムロー）[5][6]

## 画像集
フランス

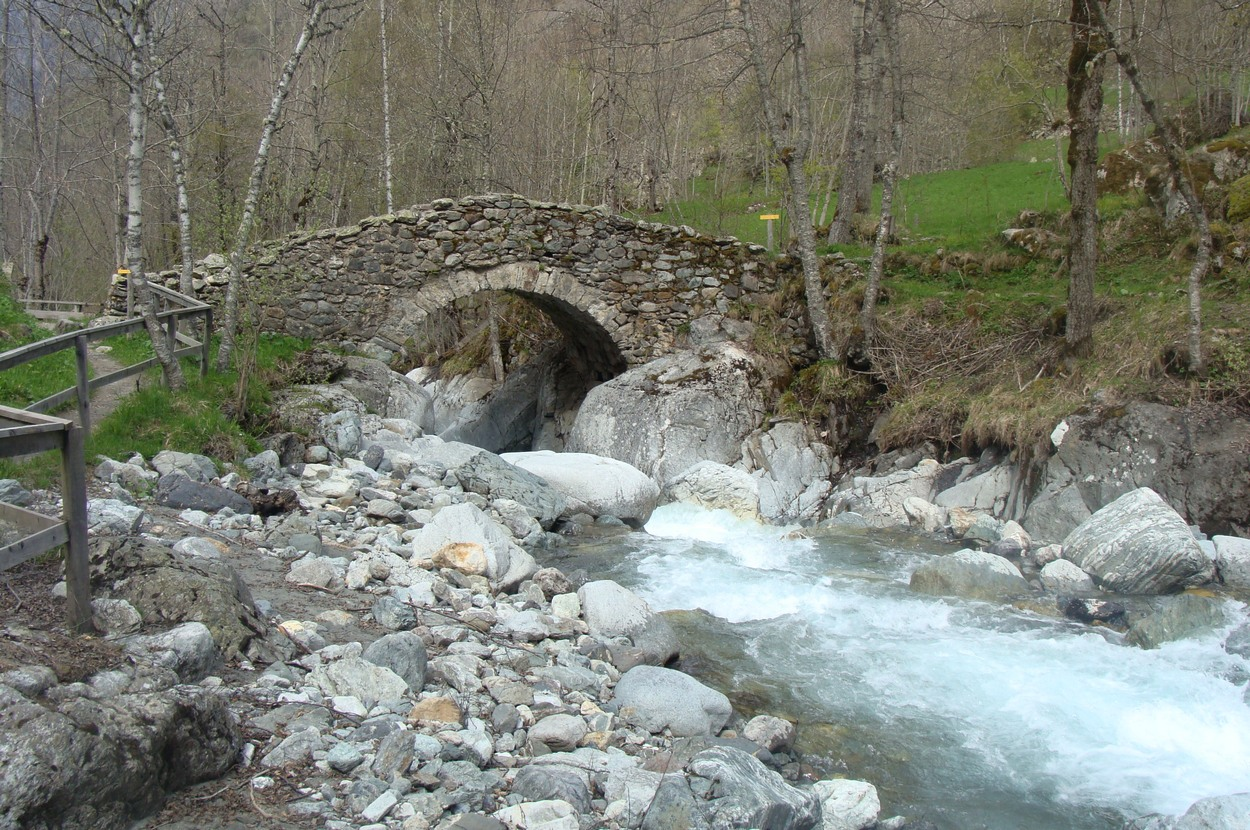
Les Oules du diable
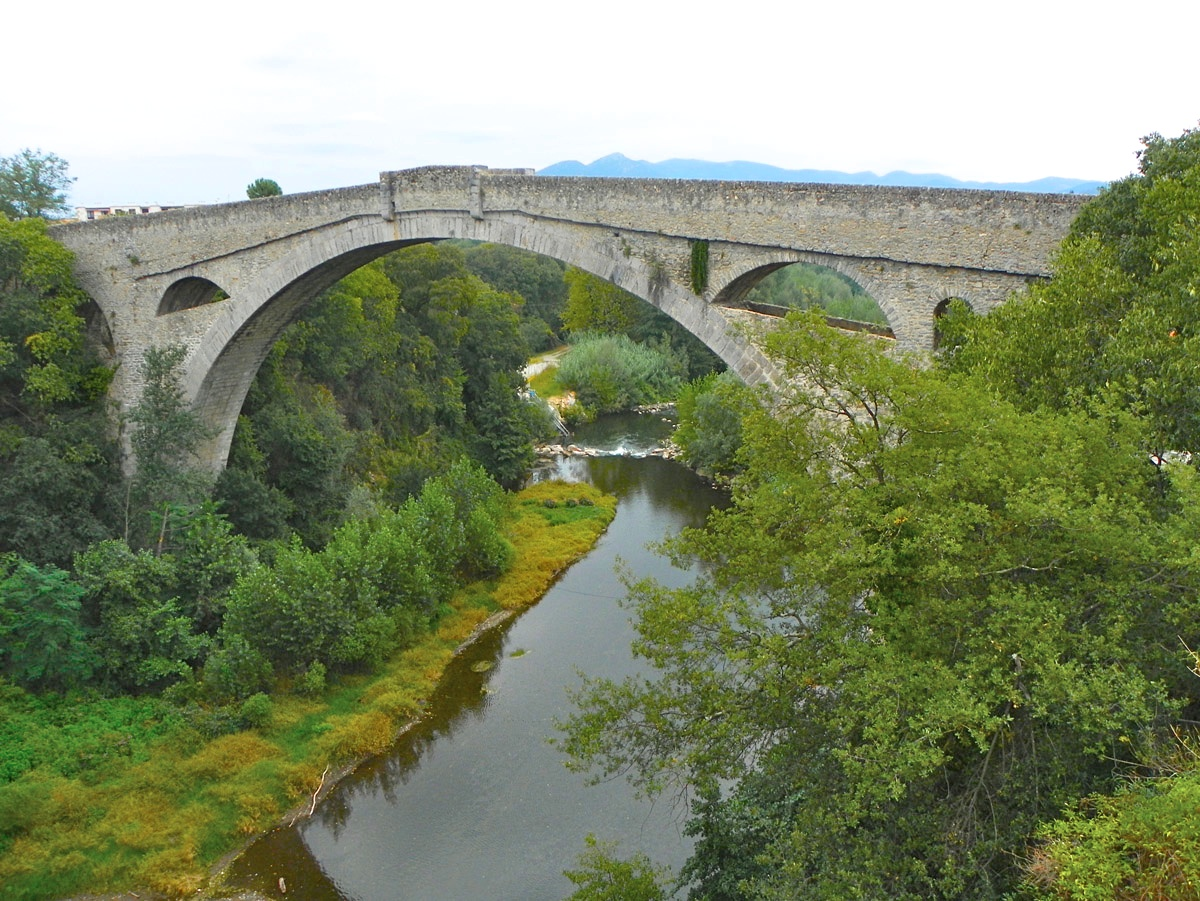
Pont du Diable (Céret)
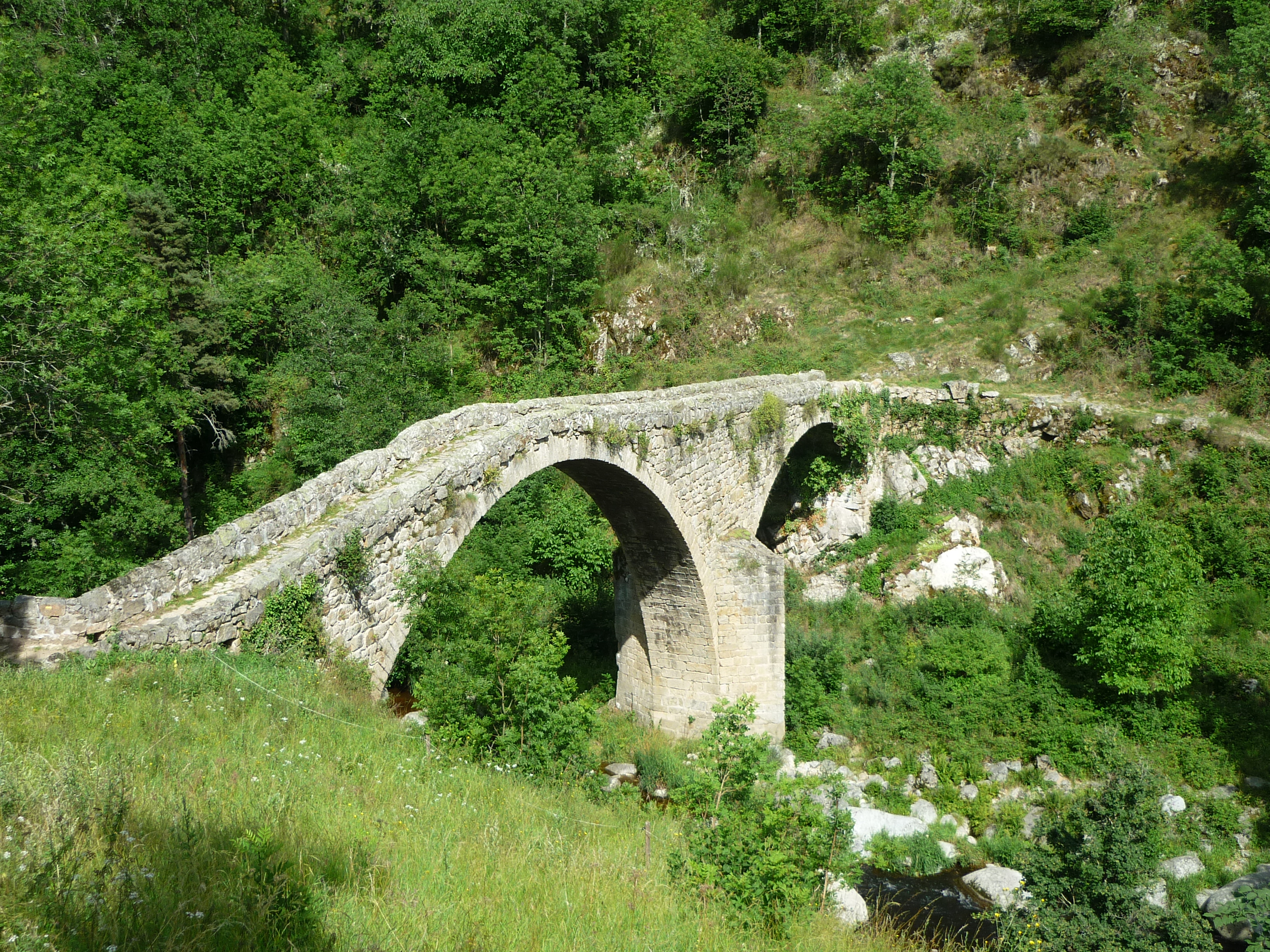
Pont du diable (Chalencon)
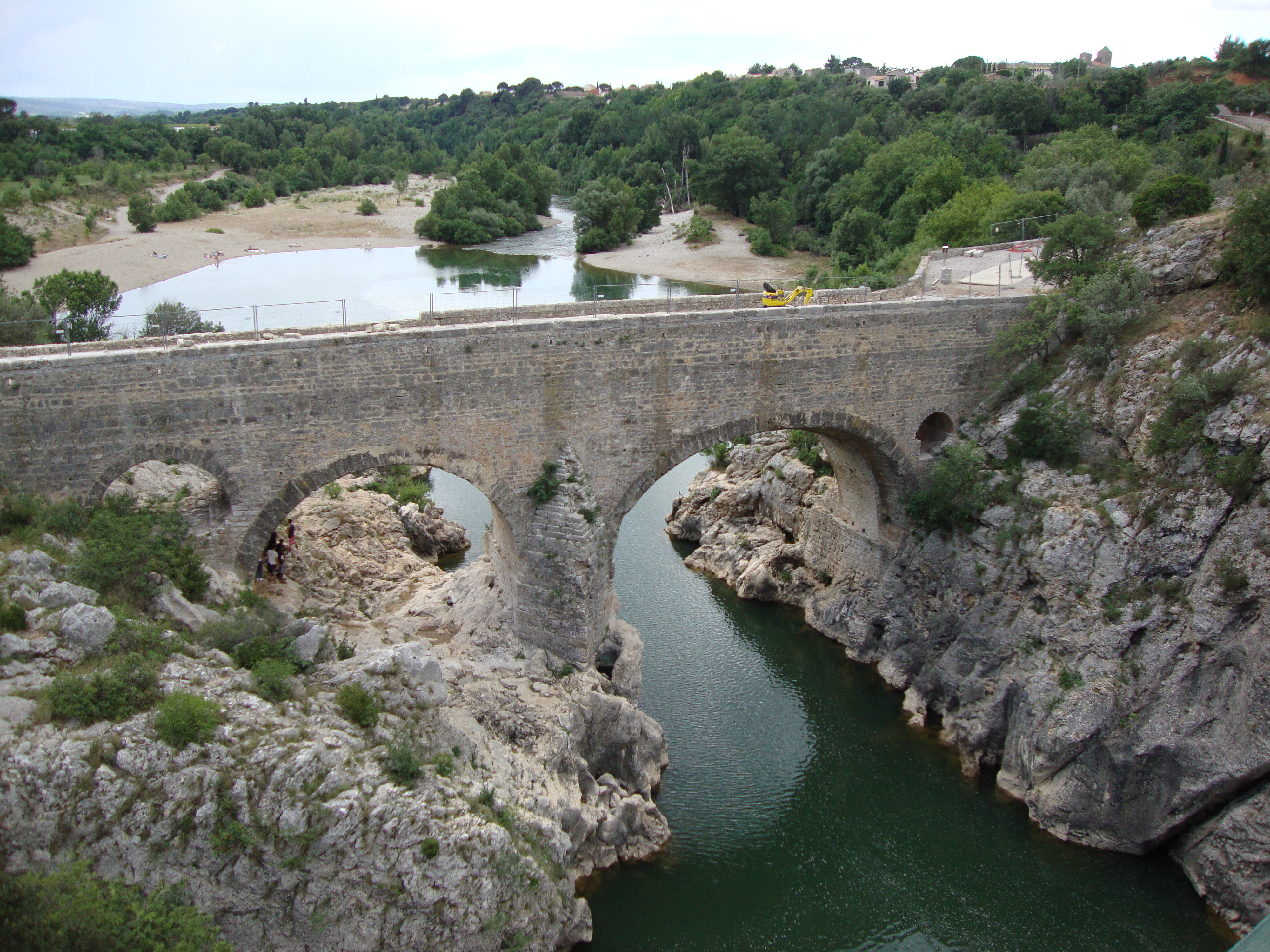
Pont du Diable (Hérault)
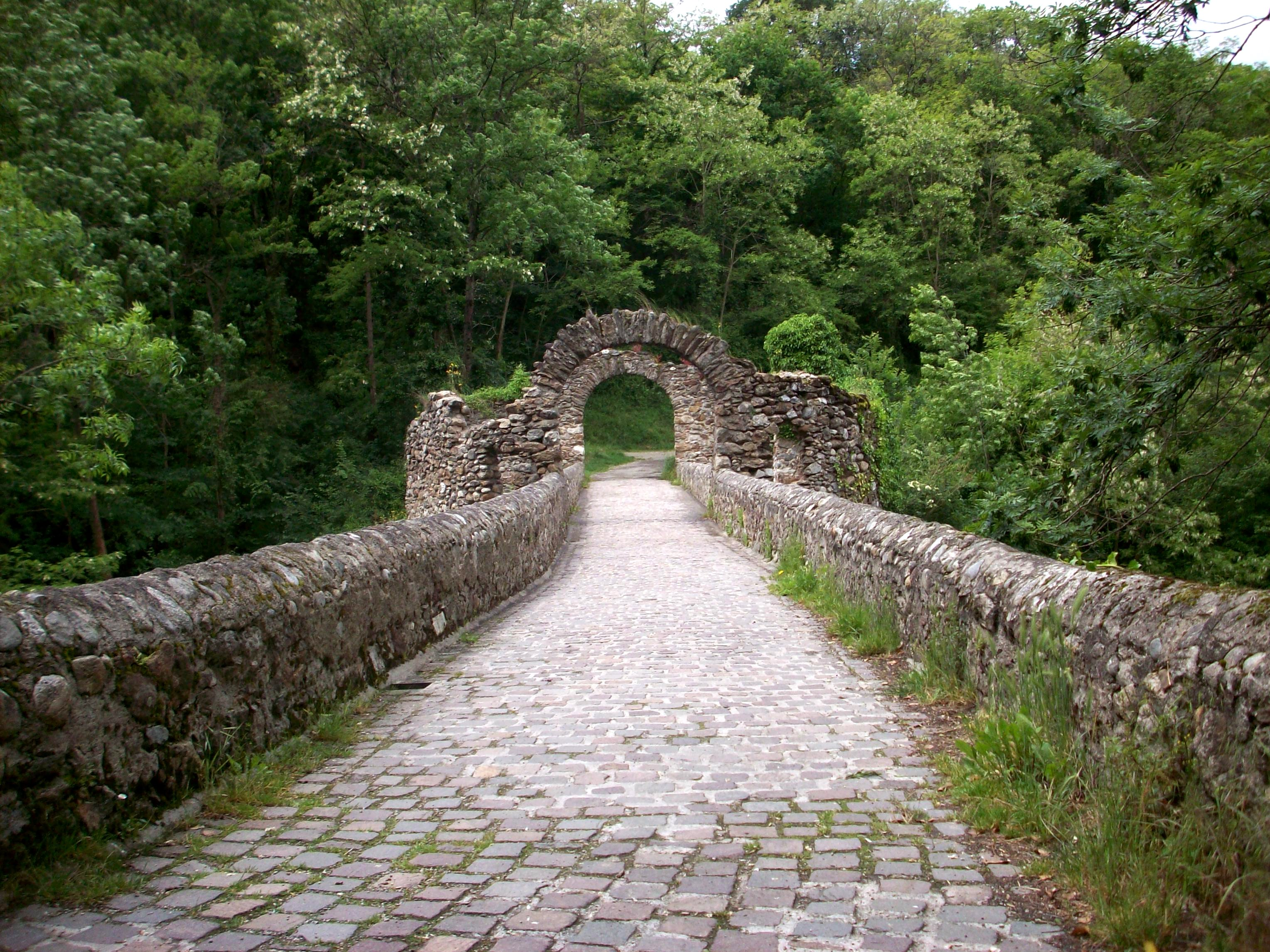
Pont du Diable (Montoulieu)
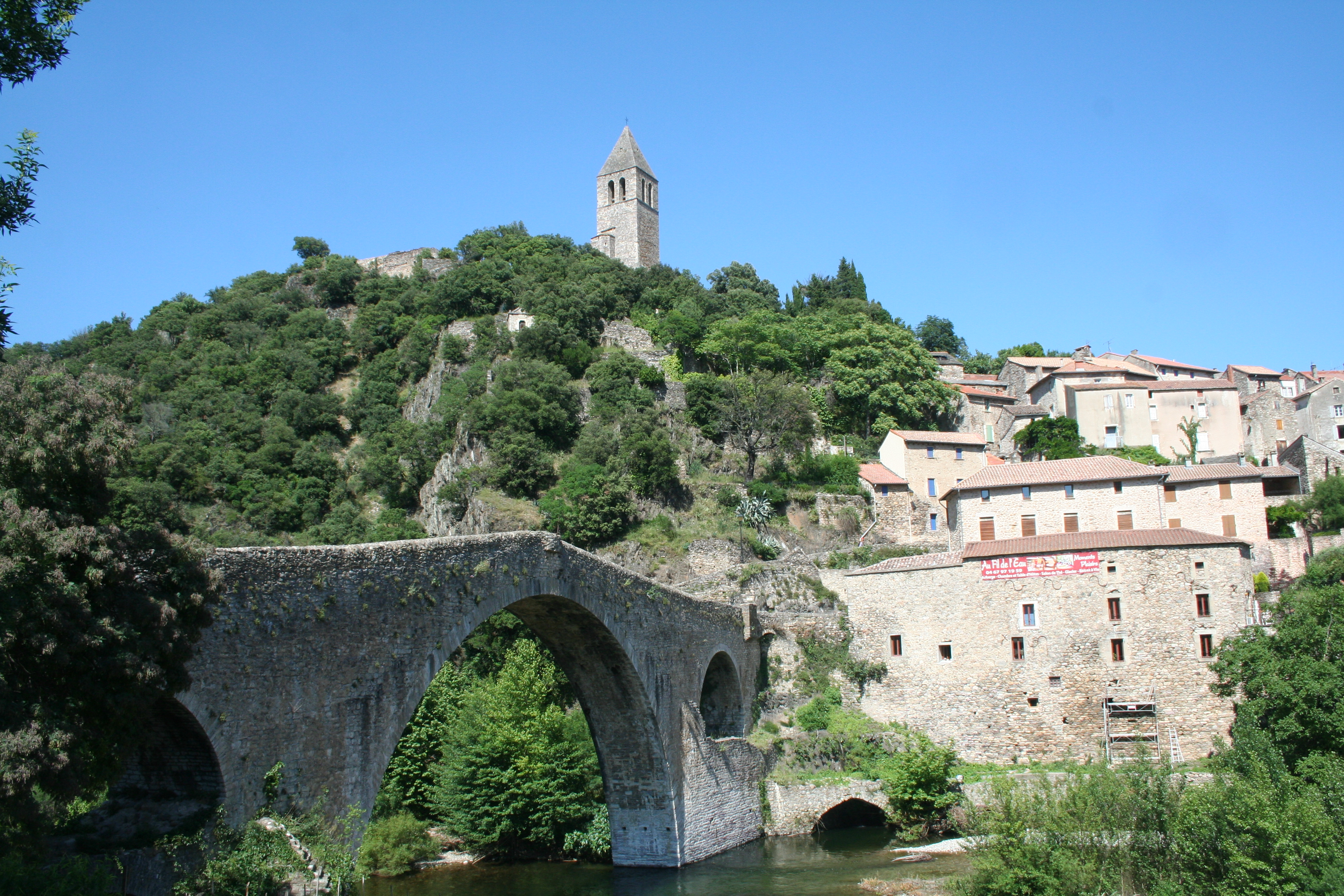
Pont du Diable (Olargues)
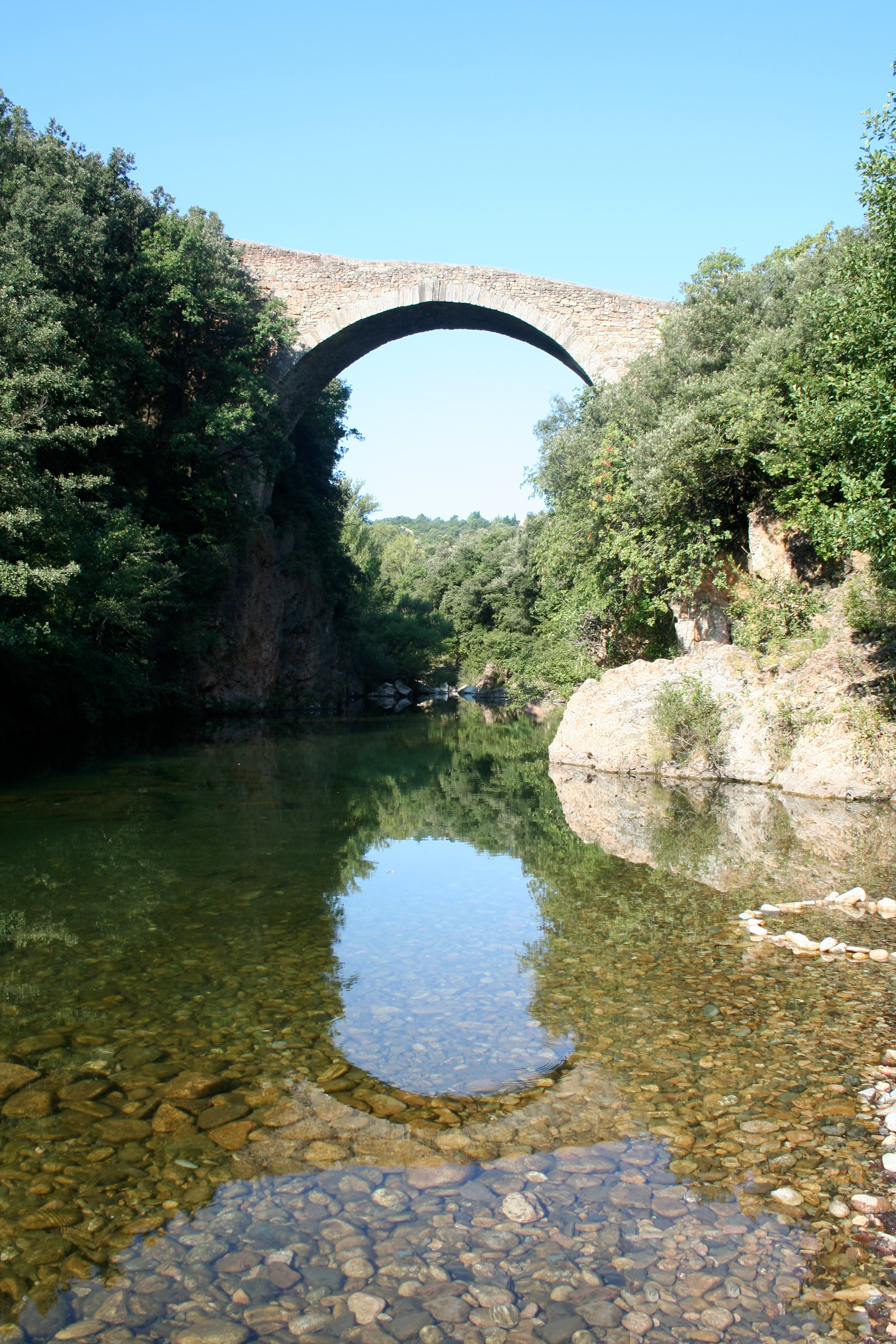
Pont du Diable (Villemagne-l'Argentière)
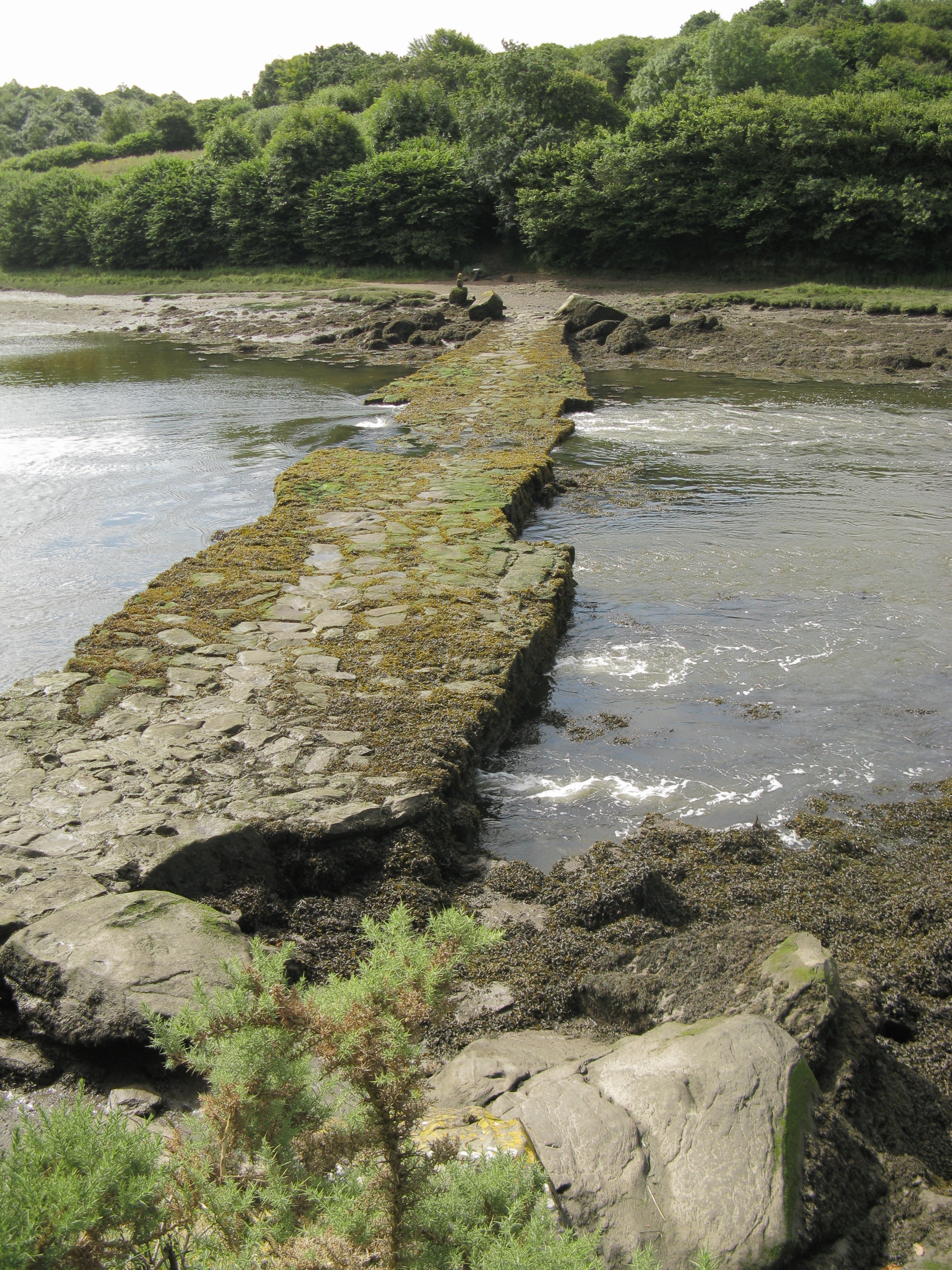
Pont Krac'h

イタリア

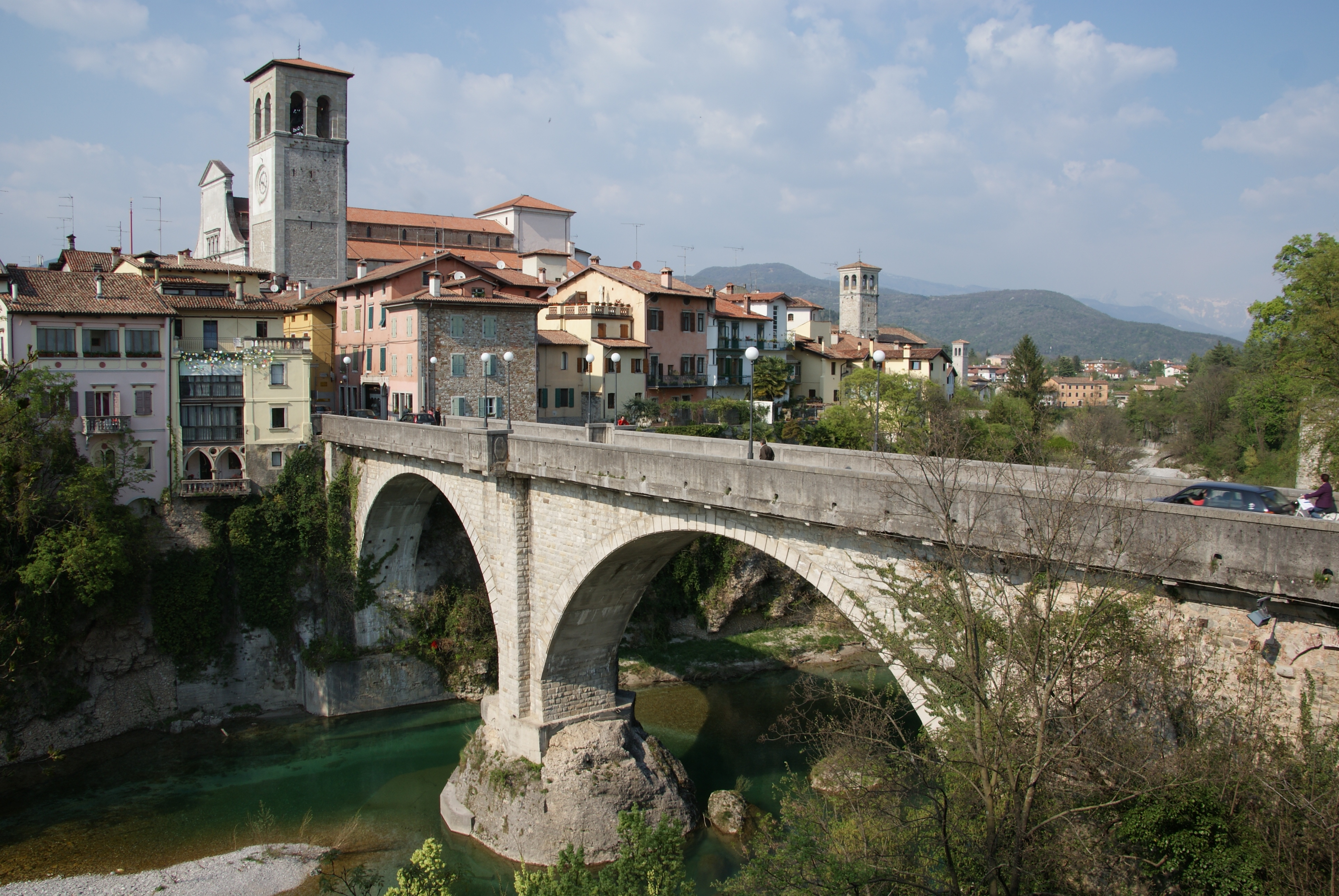
Ponte del Diavolo (Cividale del Friuli)
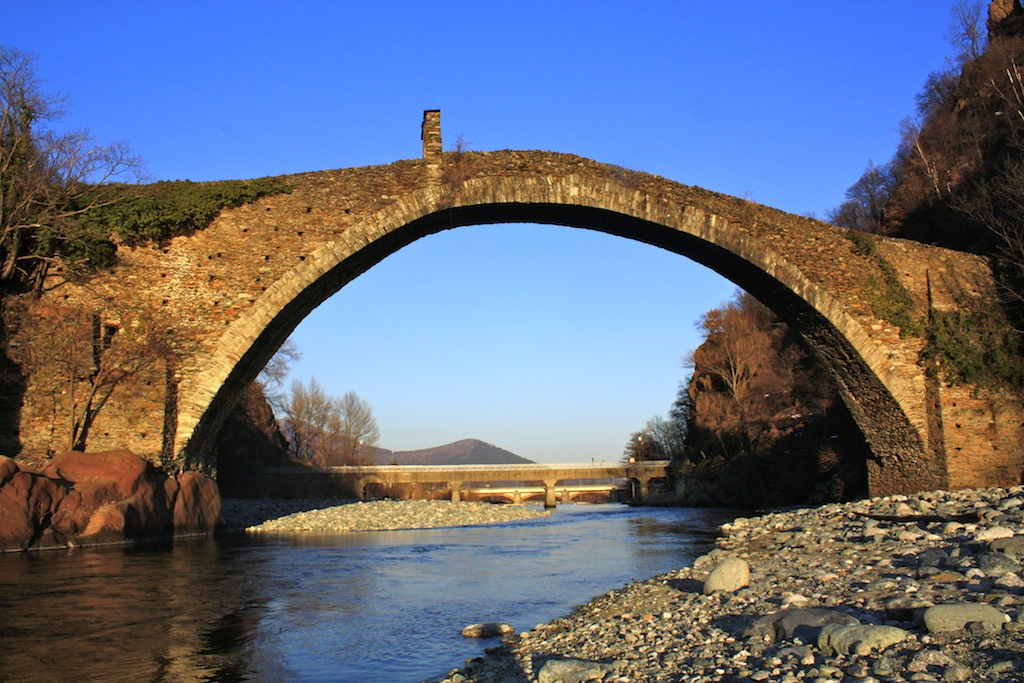
Ponte del Diavolo (Lanzo Torinese)
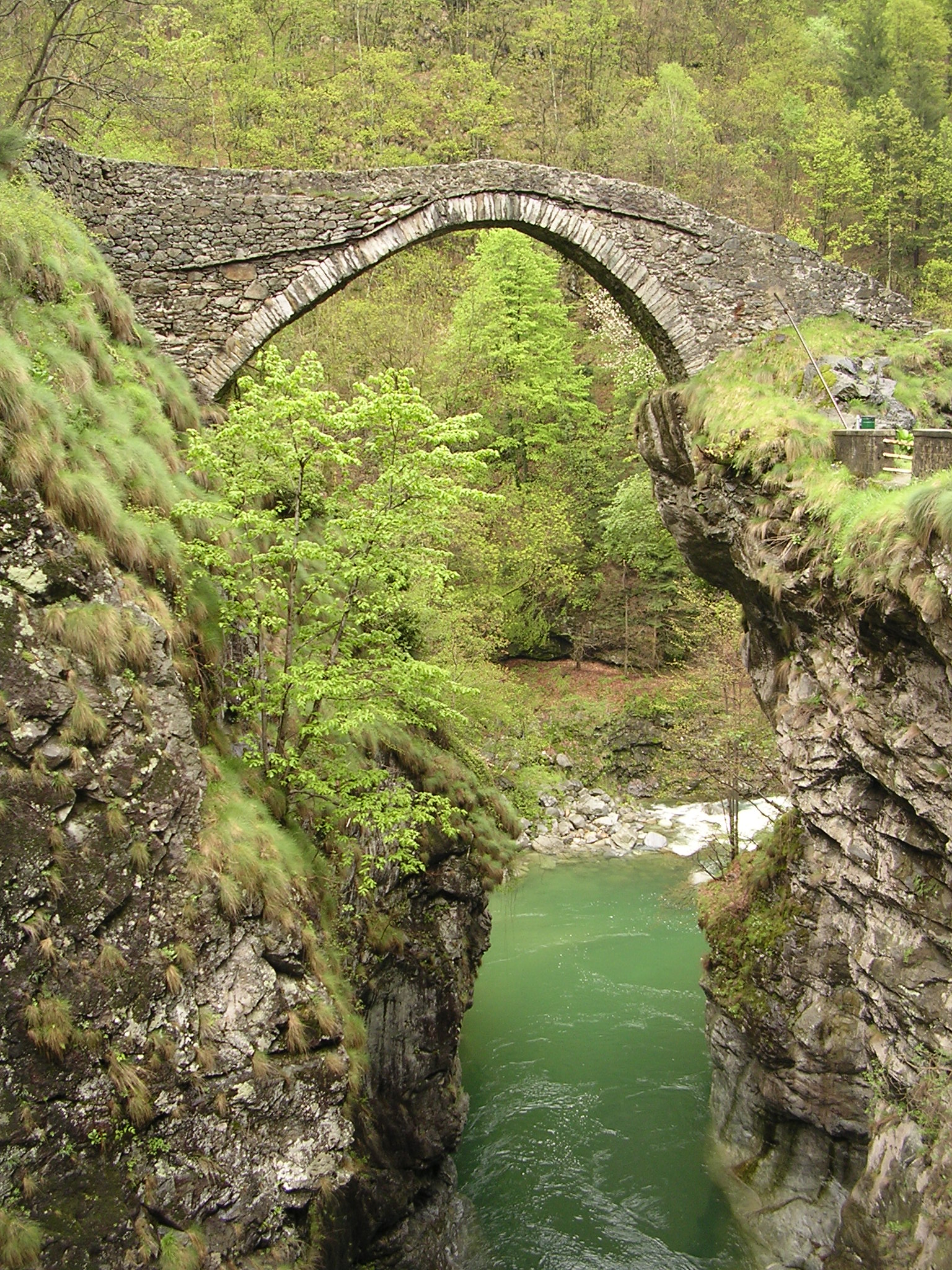
Ponte della Gula
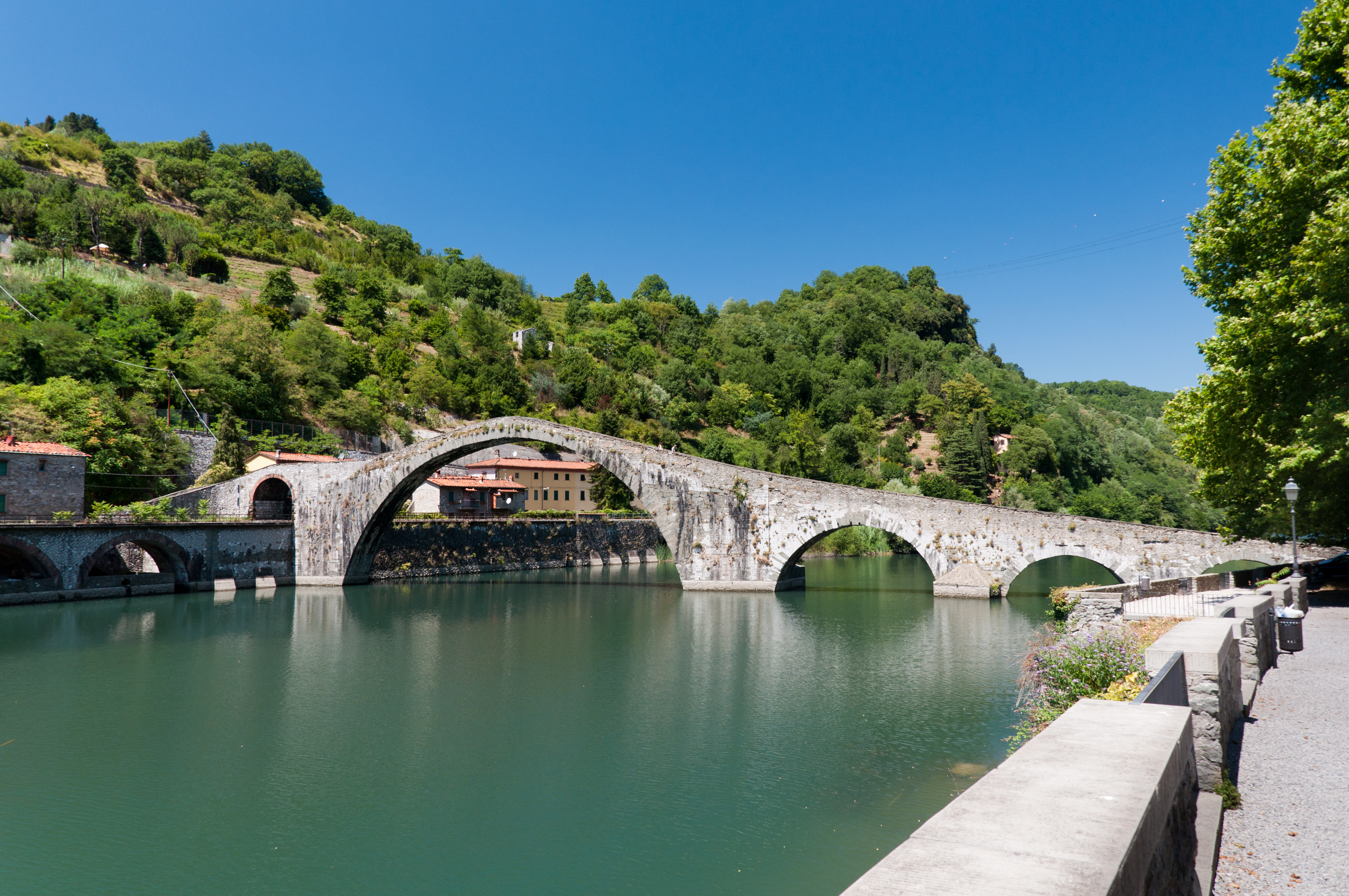
Ponte della Maddalena
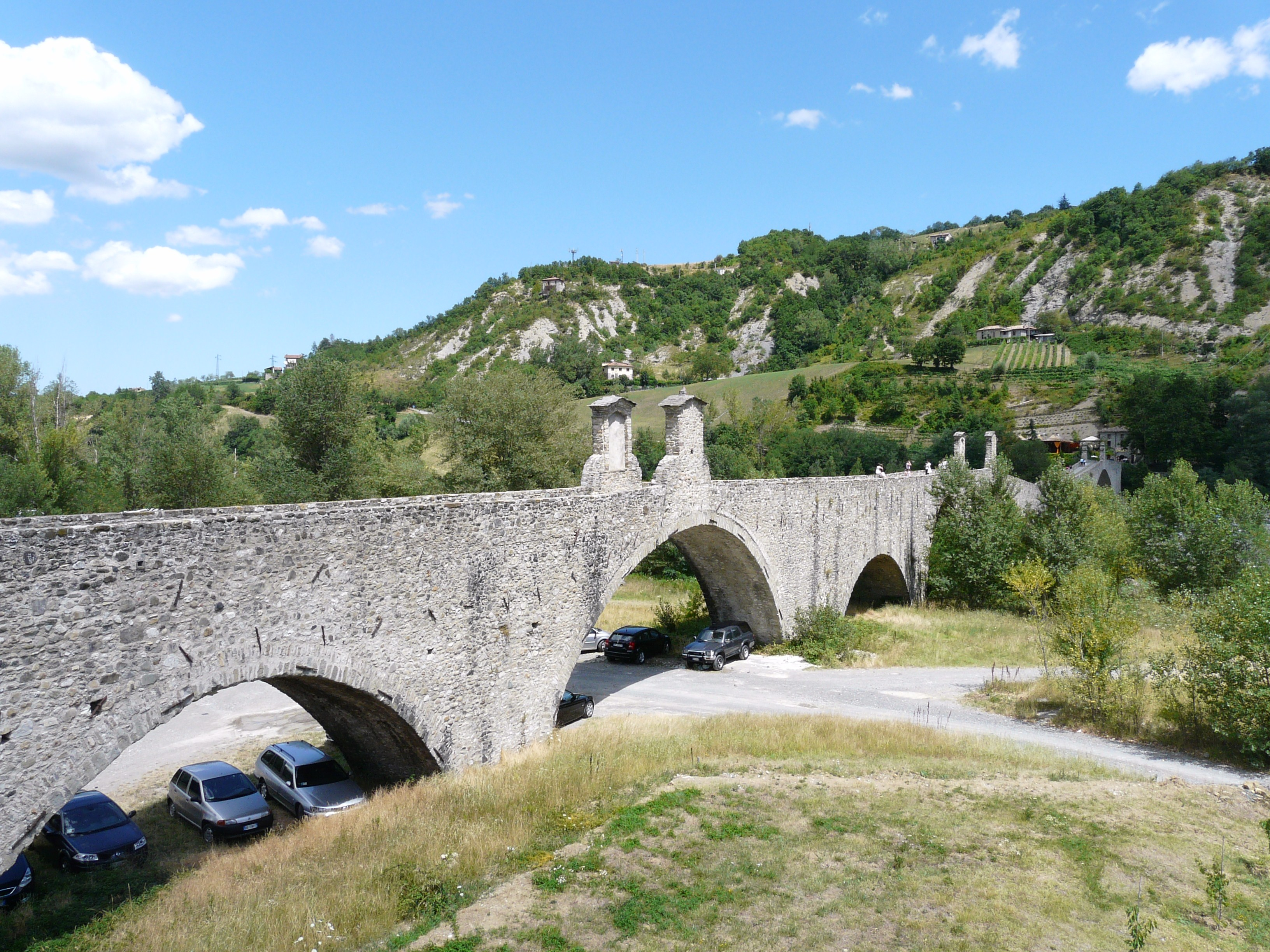
Ponte Gobbo

その他

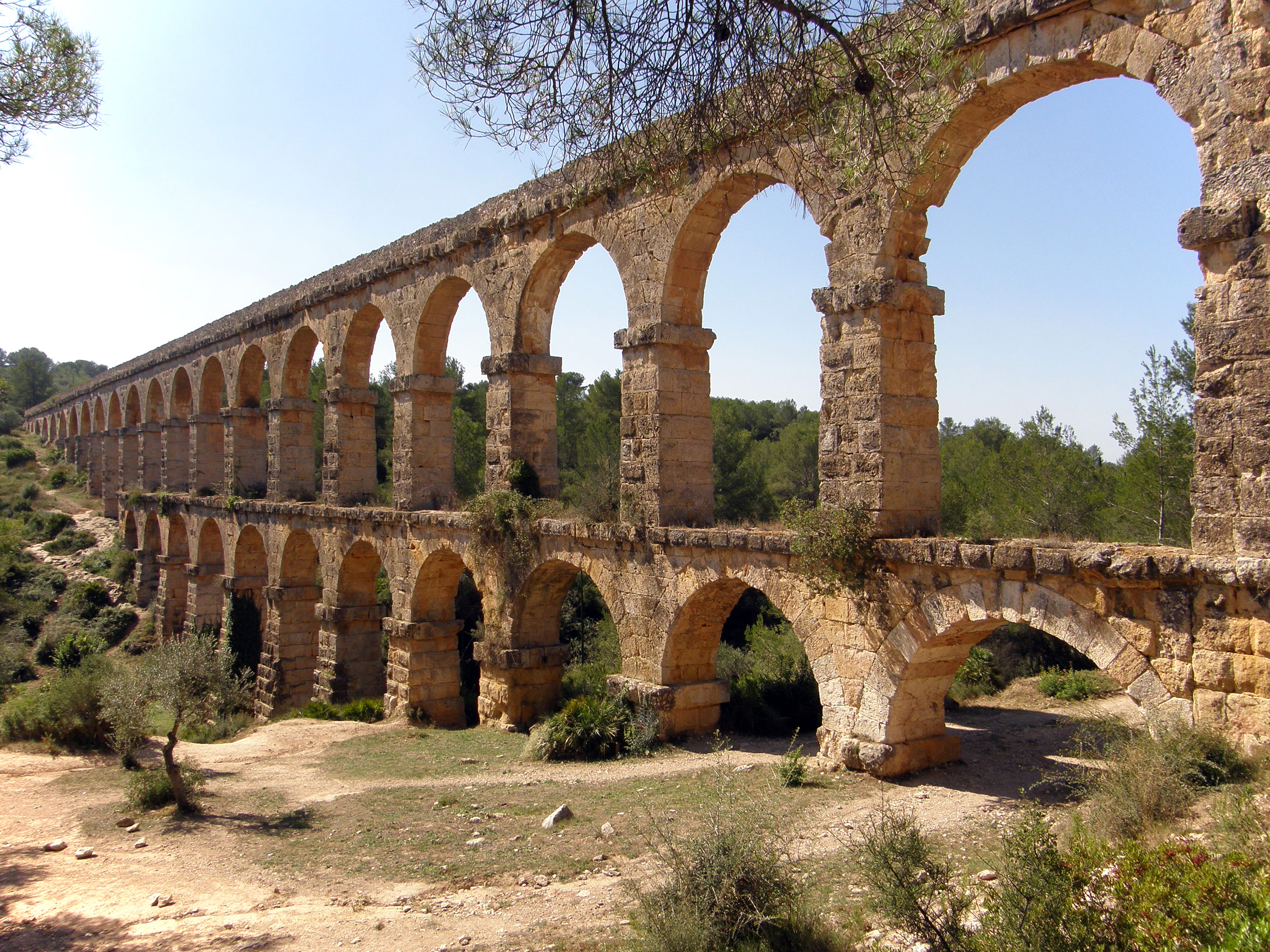
Aqüeducte de les Ferreres
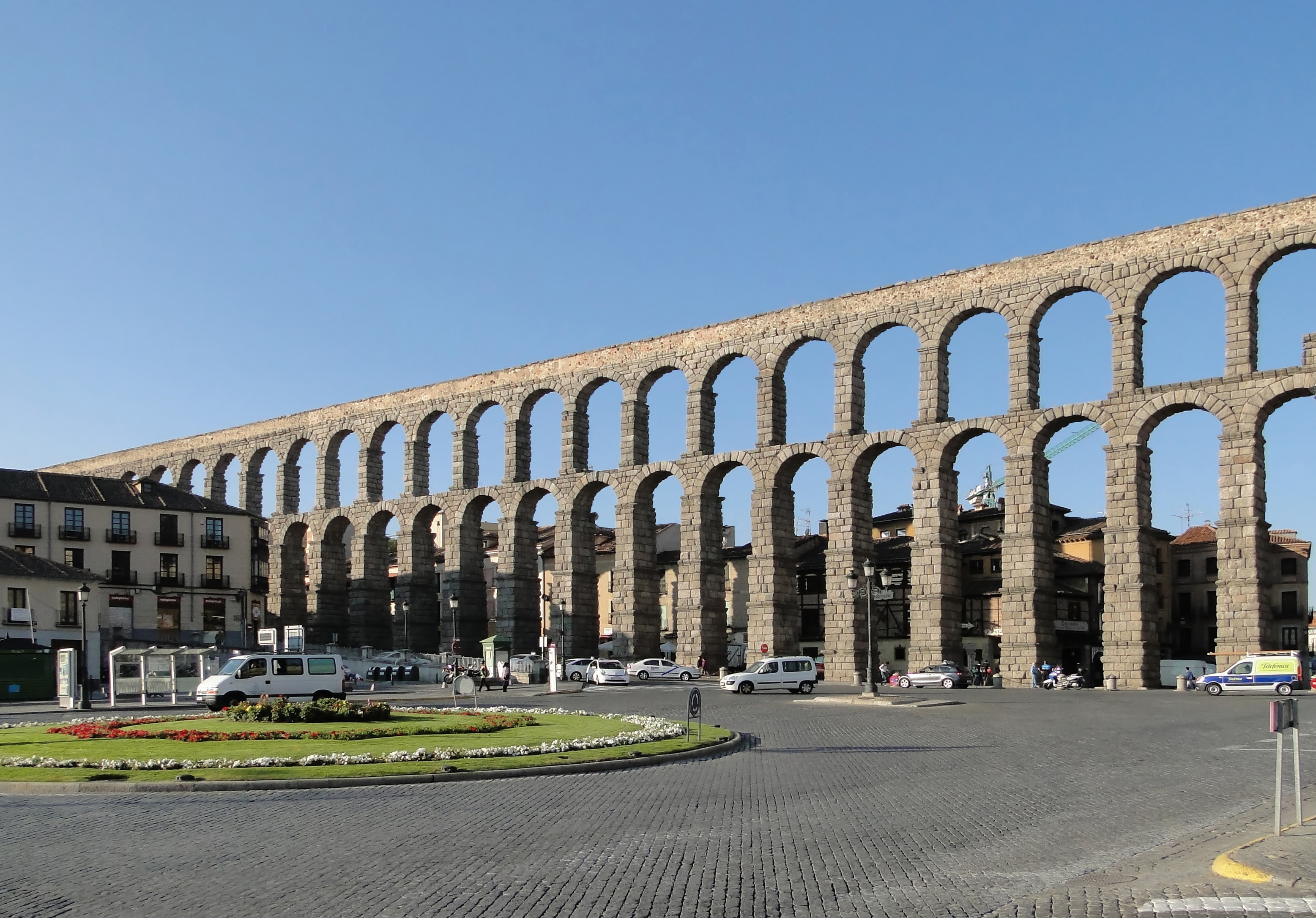
Aqueduct of Segovia
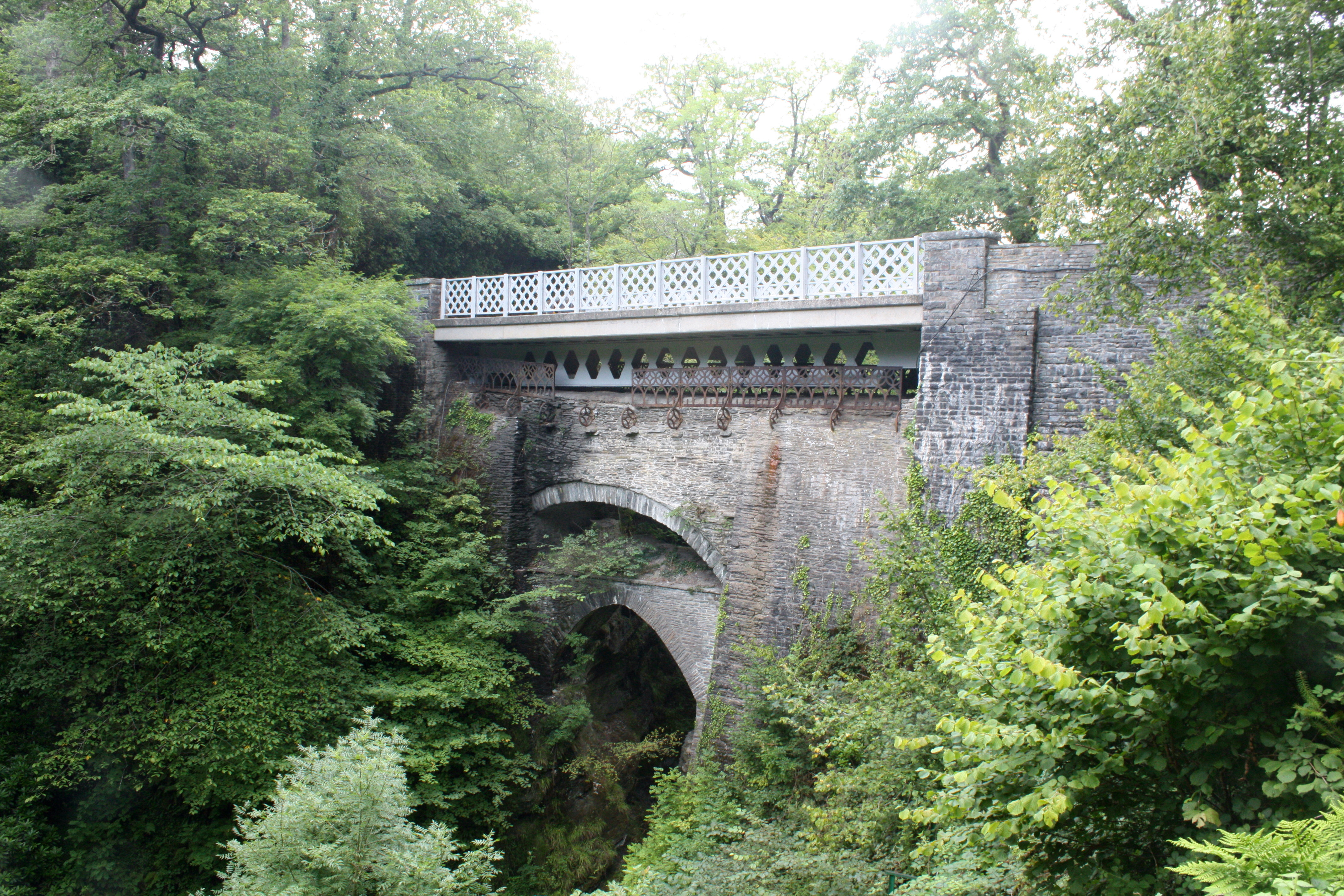
Devil's Bridge, Ceredigion
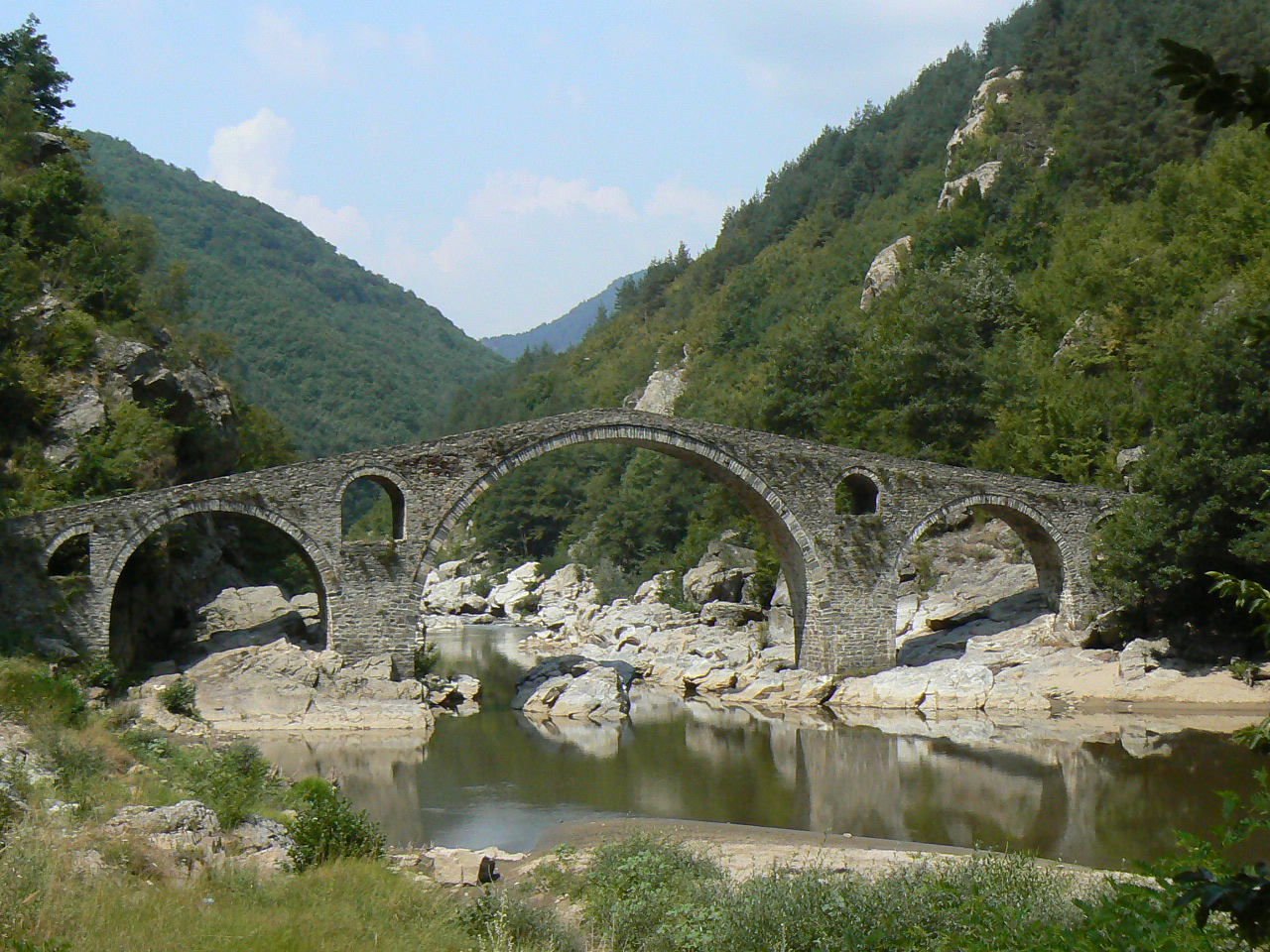
Dyavolski most
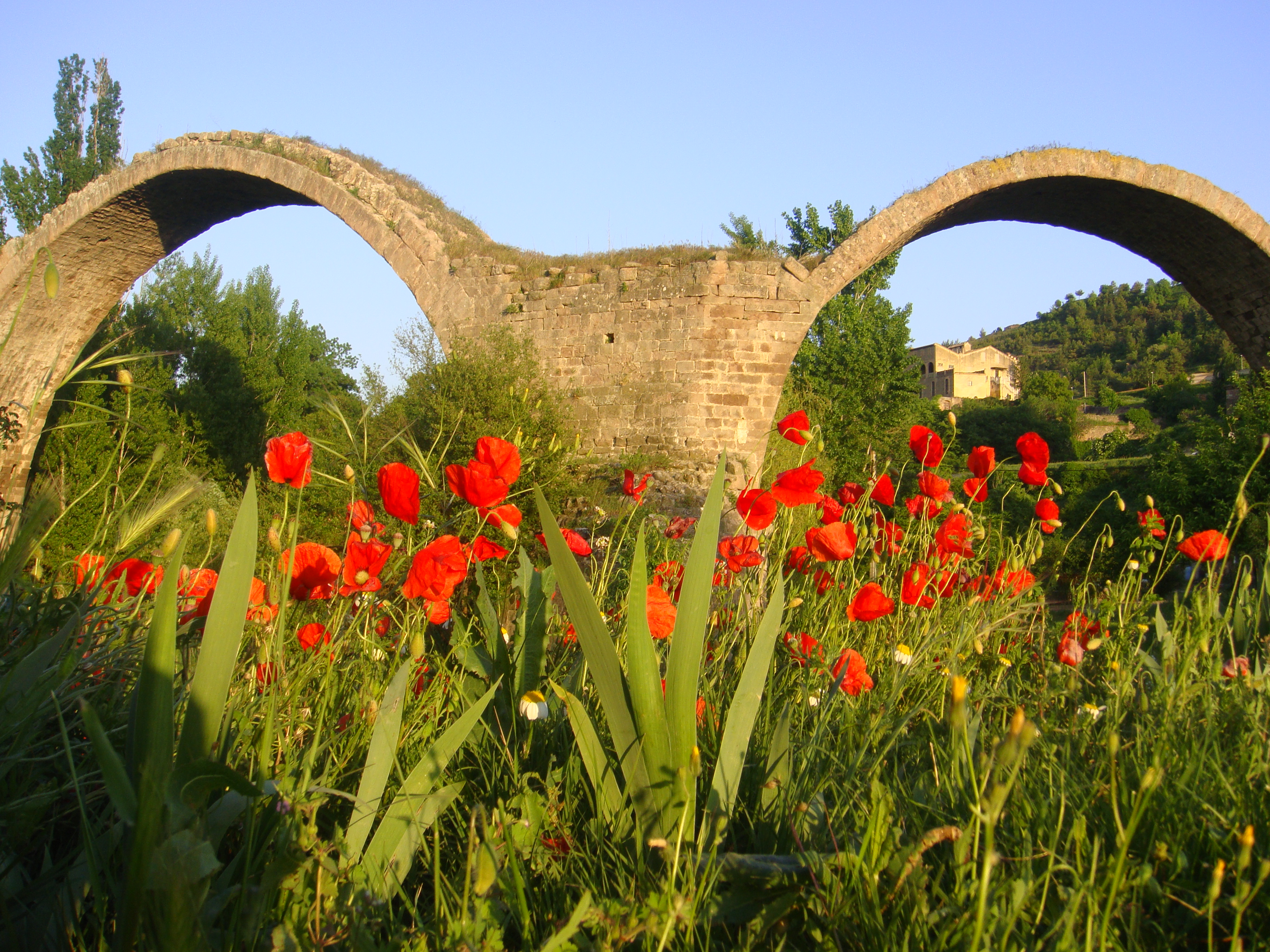
Pont del Diable (Cardona)
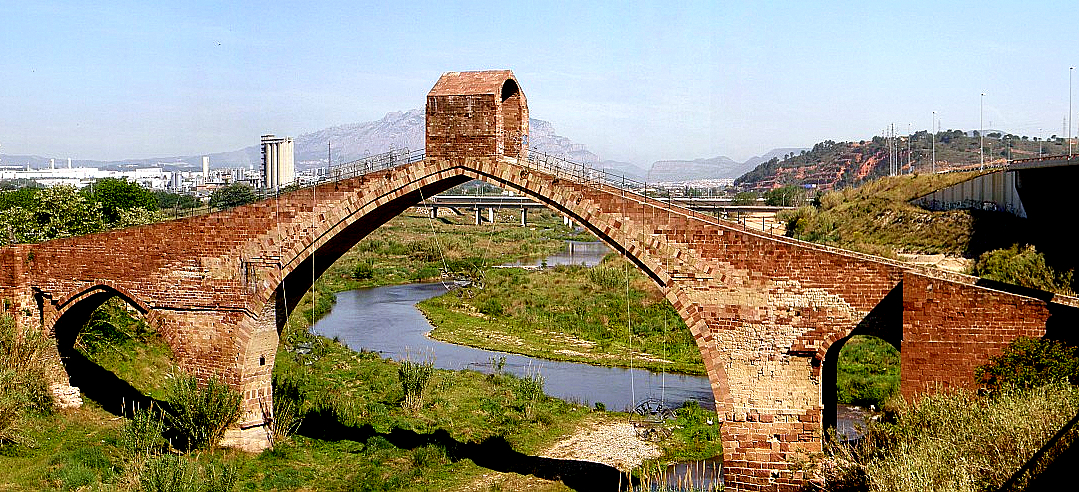
Pont del Diable (Martorell)
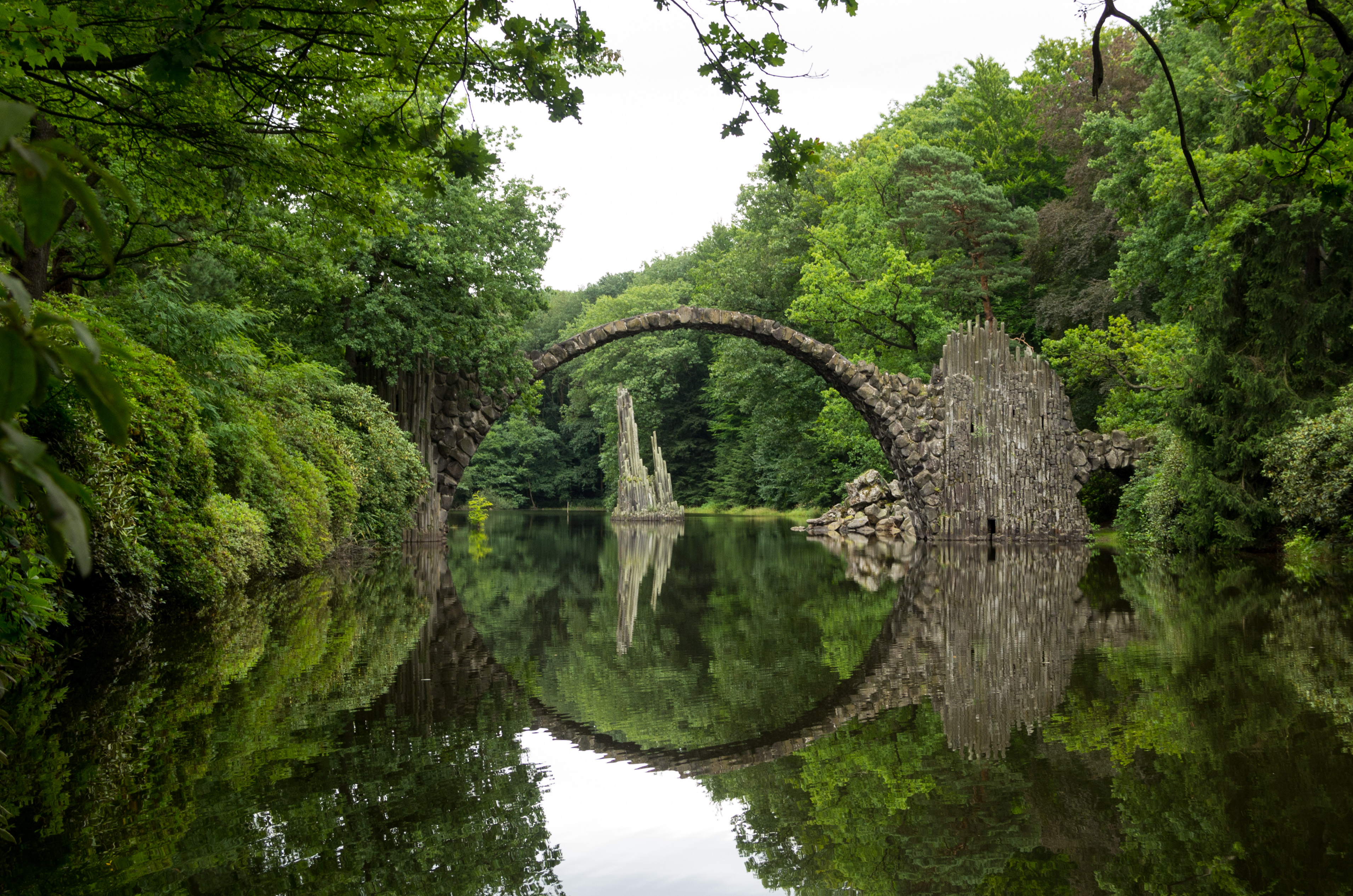
The Rakotzbrücke